# Velika nagrada Eve Duarte Perón 1949
Velika nagrada Eve Duarte Perón 1949 je bila druga dirka za Veliko nagrado v sezoni 1949. Odvijala se je 6. februarja 1949 na dirkališču Palermo.

## Dirka
| Poz | Dirkač             | Moštvo              | Dirkalnik      | Krogi | Čas/Odstop    | Št. m. |
| --- | ------------------ | ------------------- | -------------- | ----- | ------------- | ------ |
| 1   | Oscar Gálvez       | Privatnik           | Alfa Romeo 308 | 30    | 1:31:04       |        |
| 2   | Juan Manuel Fangio | A.C.A.              | Maserati 4CLT  | 28    | +2 kroga      | 2      |
| 3   | Eitel Cantoni      | Privatnik           | Maserati 4CL   | 27    | +3 krogi      |        |
| 4   | Adriano Malusardi  | A.C.A.              | Maserati 4CLT  | 27    | +3 krogi      |        |
| 5   | Princ Bira         | White Mouse Stable  | Maserati 4CLT  | 27    | +3 krogi      | 4      |
| Ods | Alberto Ascari     | Scuderia Ambrosiana | Maserati 4CLT  | 25    | Motor         | 3      |
| Ods | Luigi Villoresi    | Scuderia Ambrosiana | Maserati 4CLT  | 11    | Uplinjač      | 1      |
| Ods | Nino Farina        | Scuderia Ferrari    | Ferrari 125C   | 10    | Trčenje       |        |
| Ods | Reg Parnell        | Scuderia Ambrosiana | Maserati 4CLT  | 10    | Hladilnik     |        |
| Ods | Benedicto Campus   | A.C.A.              | Maserati 4C    | 3     | Puščanje olja |        |